# پایگاه نیروی هوایی کیسلر
 پایگاه نیروی هوایی کیسلر (به انگلیسی: Keesler Air Force Base) یک فرودگاه است. این فرودگاه در کشور ایالات متحده آمریکا قرار دارد. ستاد فرماندهی نیروی هوایی دوم در این پایگاه قرار دارد.